# 哈维尔·弗拉戈索
哈维尔·弗拉戈索（西班牙語：Javier Fragoso，1942年4月19日—2014年12月28日），墨西哥男子足球运动员，司职前锋。他曾代表墨西哥参加1966年和1970年国际足联世界杯。他也曾入选1964年夏季奥运会墨西哥足球队名单。